# Zdravko Juričko (1956.)
Zdravko Lav Juričko  (Split, 15. kolovoza 1956. – Split, 25. ožujka 2023.) bio je hrvatski novinar i urednik, te bivši nogometaš. Igrao je u veznomu redu (spojku).
Bio je novinar Slobodne Dalmacije i član Zbora automobilskih novinara Hrvatskoga novinarskog društva.
Nije dobio ugovor u Hajduku, pa je kratko bio u Solinu i onda je preko oca Zlatka stigao do Đalme Markovića, koji je devetnaestogodišnjega Jurička odveo 1976. igrati u Kanadu za Toronto Metros Croatiu, današnju Croatiju iz Toronta. Te je godine u Croatiu došao i Eusebio. Zajedno su odigrali cijelu sezonu i osvojili naslov prvaka Sjeverne Amerike, pobijedivši na tomu putu, prošavši konferencije, newyorški Cosmos za koji su igrali Pele i Chinaglia, a u završnici u Seattleu pred 70 000 gledatelja Minessotu s 3:0.
Juričko je kasnije istaknuo kako je mnogo naučio od Eusebia,, među ostalim, i izvođenje jedanaesteraca.
Izabran je za automobilskoga novinara godine 2008.